# Przybysław wagryjski
Przybysław wagryjski – książę Wagrów. Był bratankiem Henryka Gotszałkowica, zapewne synem Budiwoja.
Po śmierci syna Henryka, Świętopełka, objął ok. 1129 panowanie nad Obodrzycami. W tym czasie na ziemi wagryjskiej panował Kanut, który pragnął podbić pozostałe ziemie Obodrzyców, przy pomocy Sasów. Początkowo Przybysław dostał się do niewoli wraz z Niklotem, jednak do zamordowaniu Kanuta w roku 1131 objął panowanie nad ziemią wagryjską i Połabianami, natomiast Niklot objął panowanie nad położonymi bardziej na wschodzie ziemiami Obodrzyców właściwych i Warnów. Stolicą Przybysława był gród Liubice koło dzisiejszej Lubeki. Uderzył na Sasów, niszcząc ich gród pograniczny Segeberg. Jednak w roku 1138 i 1139 roku Sasi najechali odwetowo na jego ziemie. Po kilku latach popadł on w zależność od Niemców. W ten sposób zachodnia połowa dawnego księstwa Obodrzyców była w rękach Sasów. Przybysław utrzymał do 1156/1157 panowanie nad nadmorską częścią ze Stargardem wagryjskim.